# Akhetaton
Akhetaton (« horizon d'Aton » en ancien égyptien), à mi-chemin entre Memphis et Thèbes, est la capitale éphémère de l'Égypte antique durant le règne du pharaon Akhenaton.
Elle est située sur le site d'Amarna.
Akhenaton fonde la ville en l'an 9 de son règne, vers -1353, sur un site de Moyenne-Égypte encore vierge de tout culte.
Toute la cour et l'administration égyptienne emménagent dans la nouvelle capitale, dont les temples, dédiés au dieu unique Aton, sont construits à ciel ouvert pour permettre à ses rayons bienfaisants d'y pénétrer. Après la chute d'Akhenaton et le retour à l'orthodoxie religieuse (le culte d'Amon), Akhetaton est livrée à l'abandon et ses édifices de pierre servent de carrière pour la ville voisine d'Hermopolis Magna.

## Constructions périphériques
Seize stèles frontières délimitent le pourtour du site d'Akhetaton.
À l'extrémité sud de la route dite royale, -la rue principale d'Akhetaton-, une enceinte en briques d'une superficie de 228 × 213 m, abritait un temple en pierre, avec un jardin et des bâtiments annexes, dont une boulangerie et une brasserie. Dans l'angle sud-est de l'enceinte sud se trouvait un groupe de maisons en deux ensembles, avec des parcelles de jardin.